# Cézium-perklorát
A cézium-perklorát a perklórsav céziumsója, fehér, kristályos vegyület, képlete CsClO4. Hideg vízben és etanolban mérsékelten, forró vízben jobban oldódik.
A legrosszabbul oldódó alkálifém-perklorát (oldhatóságuk a Rb, K, Li és Na sorban növekszik), ami elválasztására vagy akár gravimetriás elemzéshez is felhasználható. Rossz oldhatósága fontos szerepet játszott a francium alkálifémként történő jellemzéséhez, mivel a francium-perklorát a cézium-perkloráttal együtt válik le.
| Hőmérséklet (°C)     | 0   | 8,5  | 14   | 25    | 40    | 50   | 60   | 70   | 99    |
| Oldódik (g / 100 ml) | 0,8 | 0,91 | 1,91 | 1,974 | 3,694 | 5,47 | 7,30 | 9,79 | 28,57 |

Hevítve 250 °C felett cézium-kloridra bomlik. Mint minden perklorát, erős oxidálószer, hevesen reagál a redukálószerekkel és a szerves vegyületekkel, különösen magas hőmérsékleten.

## Fordítás
Ez a szócikk részben vagy egészben  a   Caesium perchlorate című angol Wikipédia-szócikk ezen változatának fordításán alapul.  Az eredeti cikk szerkesztőit annak laptörténete sorolja fel. Ez a jelzés csupán a megfogalmazás eredetét és a szerzői jogokat jelzi, nem szolgál a cikkben szereplő információk forrásmegjelöléseként.